# Mihai Coadă
Mihai Coadă (n. 17 iunie 1952, Ploiești, România) este un fost actor de teatru și televiziune român, cunoscut pentru interpretarea rolului lui Nelu Curcă în sitcomul La bloc.

## Biografie
Mihai Coadă s-a născut în Ploiești pe data de 17 iunie 1952. În anul 1983 a început studiile la Institutul de Artă Teatrală și Cinematografică din București, pentru ca doi ani mai târziu să devină actor la Teatrul „Toma Caragiu” din orașul natal. În 2002 a primit rolul principal în sitcomul La bloc, difuzat pe canalul Pro TV, care a avut parte de succes. Conform declarațiilor sale, convingerile sale ortodoxe l-au determinat să fie reținut în privința rolurilor în comedii; după ce o mare parte din echipa serialului La bloc s-au mutat la alta televiziune, Coadă s-a opus schimbărilor aduse scenariului, în principal celor care implicau un cuplu de homosexuali. În anul 2012, actorul, s-a pensionat. În prezent venitul său este compus din pensie, în mare parte, și din drepturi de autor.

## Filmografie
- O vară cu Mara (1989) - Vasile, legumicultor, soțul Linei
- La bloc (2002—2008) - Nelu Curcă
- Ho Ho Ho 2: O loterie de familie (2012) - Mihai
- America, venim! (2014) - Preot